# Gräberfeld von Snubbekorsgård

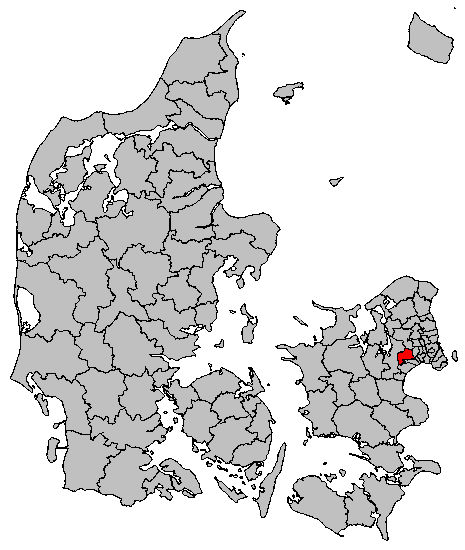
Lage von Høje-Taastrup

Das Gräberfeld von Snubbekorsgård in Høje-Taastrup, zwischen Roskilde und Kopenhagen auf der dänischen Insel Seeland gelegen, wurde 2006 entdeckt und in den folgenden Jahren ausgegraben. Es besteht aus 45 Brandgräbern und 30 Körperbestattungen aus der Wikingerzeit (800–1050 n. Chr.) Das Gräberfeld wurde nur teilweise ausgegraben. Gemessen an den Funden in den anliegenden Feldern ist es drei- bis viermal größer. In diesem Fall wäre es das größte Gräberfeld der Wikinger auf Seeland. In unmittelbarer Nähe gibt es jedoch keine bekannte Siedlung aus der Wikingerzeit. Deshalb nehmen die Archäologen an, dass es eine zentrale Stätte für ein größeres Einzugsgebiet war.

## Die Bestattungen
Bei etwa der Hälfte der Körperbestattungen waren die Skelette erhalten. Die Grabbeigaben bestanden in der Regel aus eisernen Messern, aber es fanden sich auch Bronzeschmuck, Glasperlen, Tieropfer sowie eine eisenbeschlagene Holzkiste. In einem Frauengrab wurde eine „Tierkopf-Schnalle“ gefunden, die in Dänemark sehr selten ist und vermutlich von Gotland stammt. In einem anderen Frauengrab fand man im Brustbereich zwei Bronzefibeln, zwei Glasperlen, ein Stück gebogenen Silberdraht, eine Silbermünze und Knochenfragmente, die möglicherweise von einem Kind stammen. Im Lendenbereich lag ein eiserner Schlüssel. An der linken Hand wurden eiserne Beschläge und zwei Spinnwirtel gefunden. Im Mund der Frau lag ein Stück Silberdraht und eine Münze, die vermutlich dem Fährmann für die Fahrt zum Hades zu zahlen war. In einem Männergrab war ein junger Hund mitbegraben, der etwas kleiner als ein heutiger Deutscher Schäferhund war. Nur seine Kiefer wurden konserviert.

## Das alte Grab
Die größte Überraschung war das Begräbnis Nr. 260. Es stellte sich heraus, dass es mehrere hundert Jahre älter war als die Gräber der Wikingerzeit. Es gab keine Spuren der bestatteten Frau. Das Grab enthielt aber eine Halskette aus 48 scheiben- und berlockenförmigen Bernsteinperlen, zwei weiße und drei kleine braune Glasperlen und ein Gefäß.

## Krankheiten
In einem Grab, dessen Skelett komplett erhalten war, boten sich optimale Bedingungen für eine anthropologische Studie. Es wurden deutliche Anzeichen von Erkrankung an mehreren Knochen gefunden. Die bestattete Person war 16 bis 20 Jahre alt und litt an einer schweren Knochenentzündung. Es war nicht möglich, festzustellen, ob es ein Mann oder eine Frau war.

## Der Riese
Dass die Wikinger nahezu so groß wie heutige Menschen waren, ist eine Legende. Somit war es eine Überraschung, dass der 2011 entdeckte Wikinger etwa 190 cm groß und somit im Vergleich zu anderen Wikingern, die normalerweise lediglich knapp über 170 cm maßen, ein Riese war.